# 포토그래퍼 (텔레비전 프로그램)
《포토그래퍼》는 QTV에서 2009년 8월 27일부터 2009년 10월 29일까지 방송되었던 포토그래퍼 서바이벌 TV 프로그램이다. 사전 심사를 거쳐 14명이 선발되며, 이 중 우승자에게는 전시회 개최, 패션 앤 라이프 매거진 코스모폴리탄 데뷔, 캐논 플래그십 카메라 세트, 상금 1000만원 등의 혜택이 주어진다.